# کوبو دلا سولانا
کوبو دلا سولانا (به اسپانیایی: Cubo de la Solana) یکی از دهستان های اسپانیا است که در استان سریا واقع شده‌است.

## خصوصیات
کوبو دلا سولانا ۱۳۳ کیلومترمربع مساحت و ۲۲۹ نفر جمعیت دارد.